# سیارک ۱۳۳۳۵
سیارک ۱۳۳۳۵ (به انگلیسی: 13335 Tobiaswolf، نامگذاری:1998SK61) سیزده هزار و سیصد و سی و پنجمین سیارک کشف شده‌است که در ۱۷ سپتامبر ۱۹۹۸ کشف شد.
قدر مطلق سیارک برابر ۲۸.۲ است.